# Wilhelm Charles Olsen
Wilhelm Charles Olsen (5. februar 1864 i Nyborg – 30. december 1935 i Rudkøbing) var en dansk sagfører og bankdirektør.
Han var søn af stabssergent Carl Vilhelm Olsen og hustru Mette Marie Rasmussen, aflagde 1879 forberedelseseksamen i Nyborg og var i omtrent tre år hos prokurator Clausen, Nyborg, derefter i 2 år hos sagfører Busch og dennes efterfølger, sagfører Dahlerup, til 1884. 1885 blev han exam.jur., 1891 sagfører i Rudkøbing, hvor han praktiserede, indtil han 1919 deponerede beskikkelsen. 1895 blev han direktør for Langelands Bank A/S og var 1909-25 medlem af Rudkøbing Byråd. 1935 blev han Ridder af Dannebrog, og samme år døde han.
Olsen blev gift 5. september 1913 med Johanne Cecilie Petersen (12. november 1883 i Rudkøbing – ), datter af konsul Jens Emilius Petersen og hustru Marie Antonie Bay.